# Volume One (She & Him)
Volume One è il primo album discografico del duo statunitense She & Him, composto da M. Ward e Zooey Deschanel. L'album è stato pubblicato nel marzo 2008 dalla Merge Records.

## Tracce
Tutte le tracce sono state scritte da Zooey Deschanel, eccetto dove indicato.
1. Sentimental Heart – 2:36
2. Why Do You Let Me Stay Here? – 2:31
3. This Is Not a Test – 3:31
4. Change Is Hard – 3:03
5. I Thought I Saw Your Face Today – 2:50
6. Take It Back – 2:37
7. I Was Made for You – 2:31
8. You Really Got a Hold on Me (William Robinson Jr.) – 3:59
9. Black Hole – 2:12
10. Got Me – 2:46
11. I Should Have Known Better (Lennon–McCartney) – 3:39
12. Sweet Darlin' (Z. Deschanel/J. Schwartzman) – 2:41
13. Swing Low, Sweet Chariot (Traditional) – 1:37

## Singoli
- "Why Do You Let Me Stay Here?" (gennaio 2008)

## Formazione
She & Him
- Zooey Deschanel - voce, piano, tastiere, percussioni, xilofono
- M. Ward - produzione, chitarra, voce, tastiere, slide guitar, basso

Altri musicisti
- Tom Hagerman - archi
- Mike Coykendall - basso, percussioni, chitarra
- Mike Mogis - percussioni, steel guitar
- Rachael Blumberg - percussioni
- Peter Broderick - archi
- Adam Selzer - percussioni
- Paul Brainerd - steel guitar

## Classifiche
- Billboard 200 (Stati Uniti) - #71[1]